# 東大邱站
東大邱站（：／ Dongdaegu yeok */?）是韓國京釜線、京釜高速線沿線的一座鐵路車站，位於大邱廣域市東區新岩洞。本站為大邱市中心的主要車站，鄰近大邱地鐵1號線東大邱站、東大邱複合轉乘中心，並有ITX-新村、無窮花號、KTX及SRT、Nuriro号列車停靠，部分列車以此站為起點運行。
此站是京釜線的中途站兼大邱線曾經的分岔點，2005年11月3日移動後的同時改為佳川站，現在成為釜山方向的京釜高速線在此站分岔。

## 車站結構
類似大邱站，沒有4號月台。

### 月台配置
| ↑河陽（大邱線）/↑慶山（京釜線）/↑慶州（京釜高速線）/↑浦項（東海線） |
| \| ２３ \| ５６ \| ７８ \| ９ 10 \| 11 12 \| 13 14 \|               |
| 大邱（京釜線）↓/金泉（龜尾）（京釜高速線）↓                         |

| 月台           | 路線                               | 類別               | 目的地                                     |
| -------------- | ---------------------------------- | ------------------ | ------------------------------------------ |
| 1 （臨時月台） | 大邱線、中央線、嶺東線             | 無窮花號           | 正東津、榮州、安東、義城方向               |
| 2、3           | 大邱線、中央線、東海線             | 無窮花號           | 永川、浦項、慶州、太和江、榮州、正東津方向 |
| 5、6           | 京釜線、慶全線                     | ITX-新村、無窮花號 | 釜山、密陽、進永、馬山、晉州方向           |
| 7、8           | 京釜高速線、京釜線、慶全線、東海線 | KTX、SRT           | 慶州、蔚山、釜山、馬山、晉州、浦項方向     |
| 9、10          | 京釜高速線                         | KTX                | 東大邱發 首爾、大田方向                    |
| 11、12         | 京釜高速線                         | KTX、SRT           | 大田、水原、首爾、幸信、水西、龍山方向     |
| 13、14         | 京釜線、慶北線、忠北線             | ITX-新村、無窮花號 | 金泉、大田、首爾、忠州、榮州方向           |

## 历史
- 1969年6月10日 - 开通使用。[1]
- 2004年4月1日 - KTX开始使用本站。

## 外部連結
- 韓國鐵道公社 東大邱站介紹 (韓語)[永久]